# سیارک ۱۲۰۵۳
سیارک ۱۲۰۵۳ (به انگلیسی: 12053 Turtlestar، نامگذاری:1997PK2) دوازده هزار و پنجاه و سومین سیارک کشف شده‌است که در ۹ اوت ۱۹۹۷ کشف شد.
قدر مطلق سیارک برابر ۱۴٫۴۰ است.